# 金燕玲
金 燕玲（ジン・イェンリン、エレイン・ジン、エイレン・チン、英: Elaine Jin, 1955年 - ）は、台湾の女優、歌手。国籍は香港。
1970年に台北市で行われたコンテストで準優勝し、台湾で歌手として活動した。1973年に呂奇監督の映画『女人面面観』に出演し、以降は女優として映画やテレビドラマに出演するようになった。1976年に結婚してイギリスに渡り、その後はロンドンに定住して活動を行うようになった。1980年代から今日に至るまで、香港・台湾の映画界の最前線で活動し、関錦鵬や侯孝賢、楊徳昌などの監督の作品に多く出演している。
1987年は『地下情 追いつめられた殺意』で、1988年には『野獣たちの掟』で、2年連続して香港電影金像奨の最優秀助演女優賞を受賞している。また、1994年には『エドワード・ヤンの恋愛時代』で台湾金馬奨の最優秀助演女優賞を受賞した。

## 主な出演作

### テレビドラマ
- 夾心人（1983年・無綫電視）
- 101拘捕令第二輯之熱線999（1984年・亜州電視）
- 狂愛龍捲風（日本語題『Love Storm』）（2003年）
- 情陷夜中環（2006年・亜州電視）
- 同事三分親（2007年・無綫電視）

### 映画
- 表錯七日情（1983年）
- 地下情（日本語題『地下情 追いつめられた殺意』）（1986年）
- 老娘夠騷（日本語題『ソウル』）（1986年）
- 人民英雄（日本語題『野獣たちの掟』）（1987年）
- 伴我闖天涯（日本語題『いつの日かこの愛を』）（1989年）
- 緣份遊戲（1989年）
- 豬標一族（1990年）
- 三人做世界（1991年）
- 牯嶺街少年殺人事件（日本語題『牯嶺街少年殺人事件』）（1991年）
- 独立時代（日本語題『エドワード・ヤンの恋愛時代』）（1994年）
- 月光少年（日本語題『月光少年』）（1994年）
- 麻将（日本語題『カップルズ』）（1996年）
- 宋家皇朝（日本語題『宋家の三姉妹』）（1997年）
- 心動（日本語題『君のいた永遠』）（1999年）
- 玻璃樽（日本語題『ゴージャス』）（1999年）
- 半支煙（日本語題『わすれな草』）（1999年）
- 小百無禁忌（1999年）
- 一一（日本語題『ヤンヤン 夏の想い出』）（2000年）
- 有時跳舞（日本語題『異邦人たち』）（2000年）
- 慳錢家族（2002年）
- 煎醸参寶（日本語題『Mr.BOO!花嫁の父』）（2004年）
- 苹果（日本語題『ロスト・イン・北京』）（2006年）
- 逆戦（日本語題『ブラッド・ウェポン』）（2012年）
- 捉妖記（日本語題『モンスター・ハント』）（2015年）
- 三城記（日本語題『三城記』）（2015年）
- 29+1（日本語題『29歳問題』）（2017年）
- 一念無明（日本語題『誰がための日々（中国語版）』）（2017年）※映画祭時邦題「一念無明」、Netflix配信タイトル「Mad World」
- 超級的我（日本語題『スーパー・ミー』）（2021年）